# Diégèse

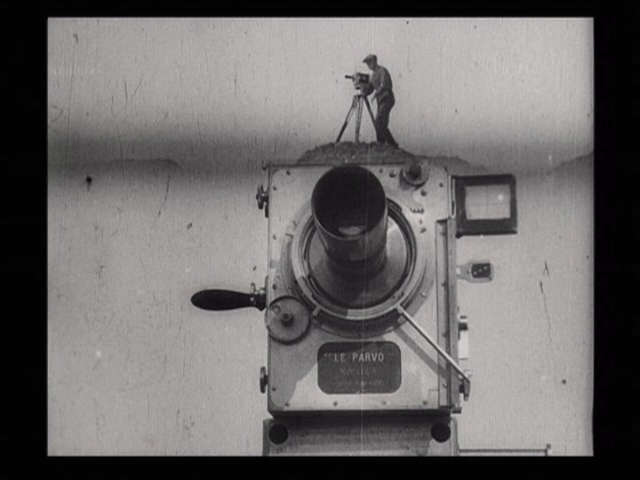
Extrait du film L'homme à la caméra de Dziga Vertov.

La diégèse (du grec ancien διήγησις / diếgêsis) a deux acceptions. Premièrement, dans les mécanismes de narration, la diégèse est le fait de raconter les choses, et s'oppose au principe de mimèsis qui consiste à montrer les choses. Ensuite, c'est également l'univers d'une œuvre, le monde qu'elle évoque et dont elle représente une partie.

## En narratologie
Dans une œuvre, on peut souvent distinguer plusieurs niveaux diégétiques. Le niveau extradiégétique est le niveau où le narrateur ne fait pas partie de la fiction (par exemple narrateur omniscient). Cela désigne tout ce qui est extérieur à la fiction. Le niveau diégétique proprement dit ou intradiégétique est le niveau des personnages, de leurs pensées, de leurs actions. Le niveau métadiégétique ou hypodiégétique est celui où la diégèse contient elle-même une diégèse, par exemple un personnage-narrateur ; le cas typique est Shéhérazade dans les Mille et une nuits, ou encore les nombreuses digressions de Jacques dans Jacques le fataliste et son maître de Denis Diderot. Également, au niveau métadiégétique, lorsque le personnage-narrateur prend lui-même part aux éléments du récit qu'il raconte, il est dit « homodiégétique » ; lorsqu'il raconte des histoires dont il est absent, il est dit « hétérodiégétique ». Les scènes de rêve ou d'hallucination, en tant qu'histoires dans l'histoire, sont aussi qualifiées de « métadiégèses ».

## Univers interne d'une œuvre
Ce terme est apparu pour la première fois en 1951 sous la plume d'Étienne Souriau dans un article intitulé « La structure de l'univers filmique et le vocabulaire de la filmologie » dans la Revue internationale de filmologie no 7-8 ; selon son Vocabulaire d'esthétique, il a été inventé en 1950 par Anne Souriau. Mais cette notion s'applique à tout art représentatif et pas seulement au cinéma.
Étienne Souriau présente cette définition du terme « diégèse » :

« tout ce qui est censé se passer, selon la fiction que présente le film ; tout ce que cette fiction impliquerait si on la supposait vraie. »

— Étienne Souriau, « La structure de l'univers filmique et le vocabulaire de la filmologie », Revue internationale de filmologie n°7-8, p.240
Par exemple, un lieu représenté, fictif, fait partie de l'univers et de la réalité diégétique, tandis que le lieu réel qui a permis d'offrir le cadre lors du tournage appartient à la réalité « filmophanique ». Il s'agit donc du monde fictif, de sa cohérence et des lois qui le régissent, à l'intérieur duquel l'histoire racontée prendra place. Cependant, ce terme ne s'applique pas à la réalité extérieure à l'œuvre : cette notion ne s'embarrasse pas des frontières entre fiction et réalité.
Gérard Genette a développé la notion de diégèse pour l'appliquer à la littérature, l'empruntant aux théoriciens du récit cinématographique. Elle signifie pour lui l'ensemble des événements relatés par le discours narratif qu'il définit, dans Discours du récit, en tant que « récit comme histoire ». Par la suite, dans Figures III (1972), la diégèse représente tout « l'univers spatio-temporel désigné par le récit » autrement dit toutes les parties temporelle et spatiale concernant le récit.
Dans les œuvres de représentation (pièce radiophonique, théâtre, cinéma, séries télévisées…), la frontière entre ce qui est diégétique et extradiégétique est parfois floue. Au cinéma, la frontière entre un son diégétique, audible par les personnages (on parle de « musique d'écran ») et un son extradiégétique, comme la musique d'ambiance, ou un bruitage ponctuant un événement (« musique de fosse ») n'est pas toujours claire, et le réalisateur joue parfois sur cette ambiguïté.
Dans le cas des œuvres lyriques, comme les opéras, les opérettes et les comédies musicales, les chansons sont à la fois diégétiques — ce sont des dialogues entre personnages, ou des monologues — et extradiégétiques, puisque les personnages n'ont pas « conscience » de chanter ; pour le spectateur, cela nécessite une suspension consentie de l'incrédulité. Toutefois, certaines chansons peuvent être diégétiques, le personnage interprétant un air dans l'histoire (par exemple le chant d'Olympia dans Les Contes d'Hoffmann de Jacques Offenbach).